# Micaria corvina
Micaria corvina är en spindelart som beskrevs av Simon 1878. Micaria corvina ingår i släktet Micaria och familjen plattbuksspindlar. Inga underarter finns listade i Catalogue of Life.